# Щербак, Галина Иосифовна
Галина Иосифовна Щербак (3 декабря 1930, Киев — 23 февраля 2022, там же) — советский и украинский зоолог, акаролог, специалист по клещам, профессор (1986), доктор биологических наук (1980), лауреат Государственной премии СССР (1980).

## Биография
В 1954 году окончила с отличием биологический факультет Киевского университета и сразу там же поступила в аспирантуру. Ее научным руководителем был известный зоолог А. П. Маркевич. После окончания аспирантуры в 1957—1962 годах работала в лаборатории арахноэнтомологии Киевского университета в Каневском заповеднике, которой руководил известный энтомолог Е. П. Хрусталь. В 1959 году защитила кандидатскую диссертацию на тему «Гамазовые клещи мышевидных грызунов Лесостепи Украины». В течение 1962—1968 лет работала в Президиуме АН УССР. С 1968 года — заместитель директора по научной работе Института зоологии АН УССР. В 1980 году защитила докторскую диссертацию на тему «Клещи семьи Rhodacaridae Палеарктики». 1981 года была приглашена возглавить кафедру зоологии беспозвоночных Киевского университета. С 1985 года возглавляла объединённую кафедру зоологии. На этой должности находилась до 1991 года, после чего работала профессором кафедры зоологии. В 1995—1998 годах вместе с коллегами по кафедре опубликовала известный трехтомный учебник «Зоология беспозвоночных».
Скончалась 23 февраля 2022 года. Похоронена на Байковом кладбище вместе с мужем (участок № 52).

## Труды
- Щербак Г. И. Клещи семейства Rhodacaridae Палеарктики. — Киев, 1980.